# Subversion Albaniens
Die Subversion Albaniens (albanisch Përmbysja e Shqipërisë) war eine verdeckte paramilitärische Operation der US-amerikanischen CIA und des britischen MI6. Die geheime angloamerikanische Invasion zum Sturz des Regimes im kommunistischen Albanien war unter dem Namen Operation Valuable respektive Albanian subversion geplant. Ziel der Operation war, im Nachkriegsalbanien einen Bürgerkrieg zu entfachen. Hierfür wurden albanische Auswanderer in Subversionstaktiken trainiert und in Albanien eingeschleust. Auch Länder wie Jugoslawien, Griechenland und Italien sowie die Nord-Epirus-Organisation KEVA haben die Amerikaner bei diesen Operationen unterstützt. Jugoslawische, griechische Soldaten und zusätzliche US-Agenten wurden geschickt. Informanten hielten die UdSSR über die Pläne auf dem Laufenden, die wiederum Albanien darüber informierte. In der Folge wurden zahlreiche Agenten gefasst, vor Gericht gestellt und entweder hingerichtet oder zu Haftstrafen verurteilt.

## Hintergrund
Während des Zweiten Weltkriegs war die albanische Gesellschaft in mehrere unzusammenhängende Gruppen gespalten: Nationalisten, Kommunisten, Royalisten, Traditionalisten – Letztere sowohl stammesbezogen als auch feudalistisch geprägt. Als Sieger des Konflikts ging die kommunistische Nationale Befreiungsfront hervor, zum Teil deshalb, weil sie die einzige Gruppe war, die konsequent gegen die Besetzung Albaniens gekämpft hatte, während zahlreiche Nationalisten und Royalisten im Krieg mit den italienischen und deutschen Besatzern kollaboriert und dadurch die Unterstützung der albanischen Bevölkerung verloren hatten.

## Durchführung
Im Nachkriegschaos von 1949 beschlossen die US-Amerikaner und Briten den Start ihrer Operation. Royalisten sollten im Kreis Mat in Zentralalbanien mit dem Fallschirm abspringen. Die Region galt als Bastion des albanischen Traditionalismus und war für ihre Loyalität zu König Zogu bekannt. Die USA und Großbritannien glaubten, wenn sie genügend Agenten mit dem Fallschirm abgesetzt hätten, einen massiven Volksaufstand organisieren zu können. Mit der Zeit sollte diese Revolte einen Bürgerkrieg auslösen.
Die USA und Großbritannien rekrutierten Albaner aus Griechenland, Italien und der Türkei, die zu 40 % aus der Balli Kombëtar bestanden, einer während des Zweiten Weltkriegs gegründeten Organisation. Sie verfolgte ein nationalistisches Programm zur Schaffung eines Großalbaniens und bestand zu 40 % aus der monarchistischen Bewegung, bekannt als Legaliteti, und aus weiteren kleinen albanischen Gruppierungen. Die USA und Großbritannien bildeten die rekrutierten Albaner im Umgang mit Waffen und den Techniken der Subversion und Sabotage aus.
Eine 1947 erstmals in den Bergen von Mat abgesetzte Agentengruppe konnte die Einheimischen jedoch nicht zu einem größeren Aufstand anstacheln. Daraufhin versuchten sie, die Kuçova-Ölfelder und die Kupferminen in Rubik zu sabotieren, hatten jedoch erneut keinen Erfolg bei der Herbeiführung eines Aufstandes.
Ein daraufhin von der CIA erstellter Bericht kam zu dem Schluss, dass „ein rein interner albanischer Aufstand zu diesem Zeitpunkt nicht wahrscheinlich ist, und, selbst wenn er angezettelt würde, wenig Aussicht auf Erfolg hätte“. Die CIA behauptete, dass die Regierung von Enver Hoxha über eine 65.000 Mann starke Armee und einen Sicherheitstrupp von 15.000 Mann verfügte. Es gab zudem Geheimdienstberichte, dass 1500 sowjetische Berater und 4000 Techniker in Albanien vor Ort waren, die dabei halfen, die albanische Armee zu trainieren. Die US-Regierung beschloss nach Abwägung der politischen Lage anschließend, ihren Agenten größere Unterstützung zu bieten.
Zum gleichen Zeitpunkt suchten britische und US-amerikanische Marineoffizielle die UdSSR daran zu hindern, eine U-Boot-Basis auf der Halbinsel Karaburun in der Nähe des Hafens von Vlora zu errichten. Am 6. September 1949, als die NATO zum ersten Mal in Washington tagte, wurde vorgeschlagen, eine Revolution in Albanien anzustiften. US-Außenminister Dean Acheson stimmte zu. Die USA und Großbritannien vereinbarten, den Sturz der Hoxha-Regierung zu betreiben, um Albanien unter angloamerikanischen Einfluss zu bringen.

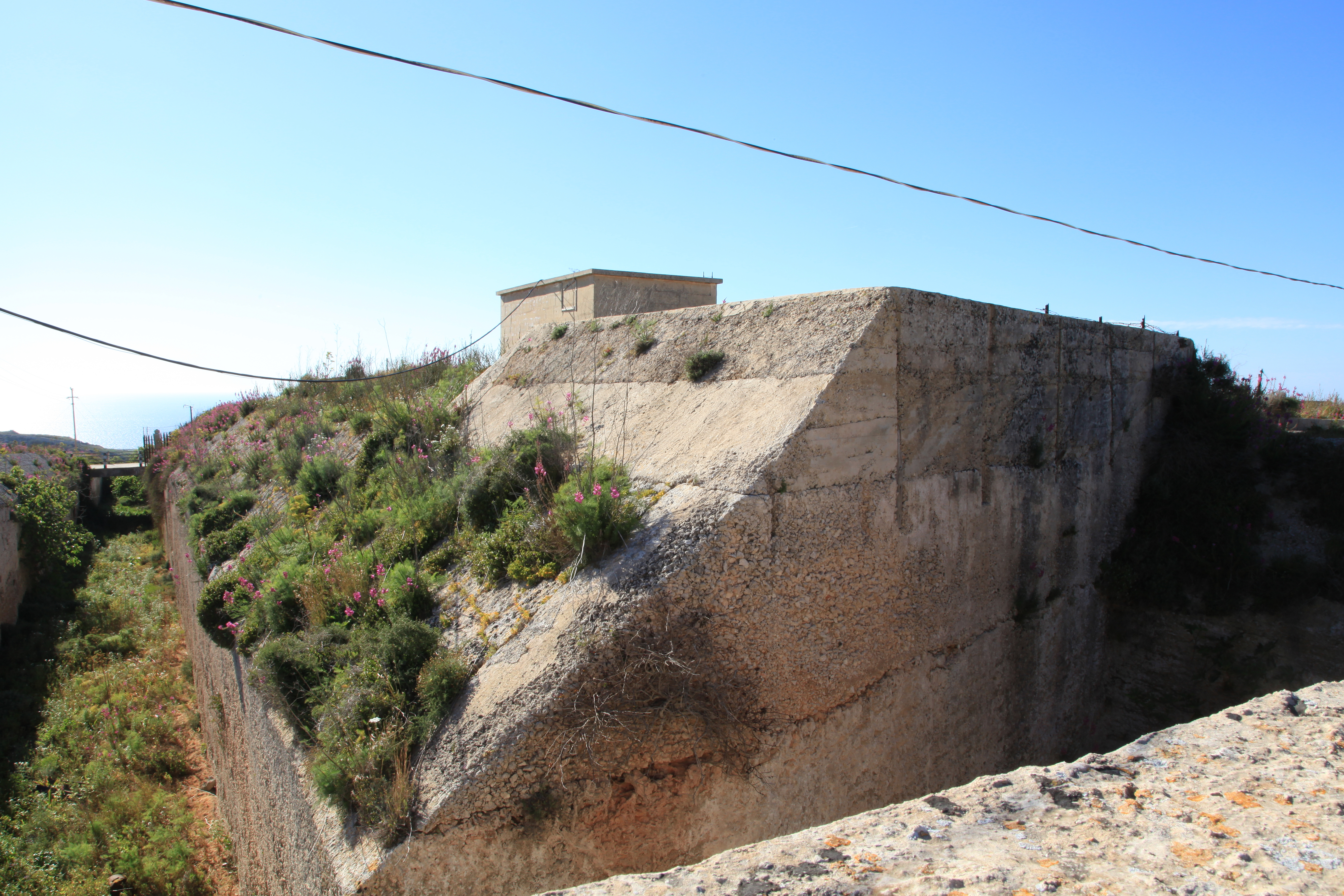
Fort Binġemma, einer der Trainingsstützpunkte des MI6

Auf der Suche nach besseren Kommandotruppen wandte man sich an König Zogu im Exil in Kairo. Unter dem Decknamen Nationalkomitee „Freies Albanien“ schufen die USA eine geheime paramilitärische Organisation. Einige Monate später wurde die erste Gruppe von 30 albanischen Rekruten, einige davon Veteranen der Guerilla- und Bürgerkriege des Zweiten Weltkriegs, nach Fort Binġemma transportiert. Vom MI6 als „The Pixies“ bezeichnet, wurden die Kommandos zwei Monate lang in Subversions- und Sabotagetaktiken ausgebildet.
Danach wurden die Kommandos nachts an der albanischen Küste abgesetzt, einige südlich von Vlora, andere weiter nördlich. Albanische Sicherheitskräfte fassten jedoch rasch eine der beiden Gruppen, töteten drei Agenten in einem Feuergefecht und spürten ein Kommando der zweiten Gruppe auf. Die anderen Kommandos setzten sich daraufhin nach Griechenland ab.
Zwei Jahre nach dieser Landeoperation brachen erneut Gruppen von Albanern, die durch Briten ausgebildet worden waren, aus Trainingslagern in Malta, Großbritannien und Westdeutschland auf, um Albanien zu infiltrieren. Die meisten dieser Operationen scheiterten, da die albanischen Sicherheitskräfte viele Angreifer schnell fassten und verhafteten. Gelegentlich berichteten die albanischen Behörden über „große, aber erfolglose Infiltrationen von Volksfeinden“ in verschiedenen Regionen des Landes.
Die letzte Infiltration erfolgte ein paar Wochen vor Ostern 1952. Als die USA und Großbritanniens herauszufinden suchten, weshalb ihre Agenten so schnell entlarvt wurden, entsandten sie ein Infiltrationsteam in den Kreis Mat nordöstlich von Tirana; die Region, die einst die Heimat von Albaniens Ex-König Zogu war. Albanische Sicherheitskräfte fingen die Agenten an ihrem Treffpunkt jedoch ab und zwangen sie, ein Entwarnungssignal an ihre Basis in Zypern zu senden. Zwar waren die Agenten geschult darin, mit solchen Situationen umzugehen, indem sie das Signal auf eine Art sendeten, die die Basis warnte, dass das Signal unter Zwang gesendet wurde, doch die albanischen Sicherheitskräfte schienen diesen Ausweichplan zu kennen.
Fast ein Jahr nach Empfang des Signals in der britischen Basis setzten die USA und Großbritannien vier weitere Agenten mit dem Fallschirm bei Shëngjergj nahe der Stadt Elbasan ab. Die albanische Armee erwartete die Infiltratoren jedoch bereits, indem sie diese mit dem Gewehr im Anschlag umzingelte. Da die abgesprungenen Agenten sich weigerten, sich zu ergeben, kam es zum Feuergefecht. Die überlebenden Agenten wurden im April 1954 vor Gericht gestellt.

## Folgen
Insgesamt wurden bis zu 300 albanische Sicherheitskräfte, angloamerikanische Agenten und Kollaborateure während der Operation getötet. Abaz Ermenji, Mitbegründer der Balli Kombëtar, erklärte: „Unsere ‚Verbündeten‘ wollten Albanien als Versuchskaninchen benutzen, ohne sich um die menschlichen Verluste zu kümmern. All das für ein absurdes Unternehmen, das zum Scheitern verurteilt war.“
Halil Nerguti, einer der überlebenden Agenten, erklärte: „Wir wurden als Experiment benutzt. Wir waren ein kleiner Teil eines großen Spiels, Schachfiguren, die geopfert werden konnten. Es steht außer Frage, dass die CIA und der MI6 die Operation als eine kleine Übung für Putschversuche nutzten. Die Einsätze waren unbekannt. Ein Scheitern würde nicht bemerkt werden.“
1954 wurden die verbleibenden 120 Albaner, die von den USA und Großbritannien rekrutiert worden waren, für die Bewachung eines Chemiewaffenlagers der US-Luftwaffe südlich von München eingesetzt. Infolge der gescheiterten Operation wurden mehrere CIA-Trainingseinrichtungen außerhalb von Heidelberg geschlossen, ebenso wie ein CIA-Stützpunkt auf einer griechischen Insel.
In einer 2009 ausgestrahlten Episode der RTÉ-Fernsehsendung Who Do You Think You Are? erzählte Maeve Davison, die Frau von Colonel Charles Davison und Mutter von Chris de Burgh, dass ihr Mann in den frühen 1950er-Jahren nach Malta entsandt worden sei. Auf die Frage, was die Versetzung beinhaltet habe, antwortete Maeve: „Offiziell war es Arbeit für die Armee, aber in Wirklichkeit war es Geheimdienstarbeit. Er trainierte Agenten, die in Albanien eingesetzt werden sollten. Und er brachte ihnen bei, wie man Dinge in die Luft jagt und generell große Zerstörung anrichtet.“